# Ipava
Ipava es una villa ubicada en el condado de Fulton en el estado estadounidense de Illinois. En el Censo de 2010 tenía una población de 470 habitantes y una densidad poblacional de 677,12 personas por km².

## Geografía
Ipava se encuentra ubicada en las coordenadas 40°21′9″N 90°19′24″O / 40.35250, -90.32333. Según la Oficina del Censo de los Estados Unidos, Ipava tiene una superficie total de 0.69 km², de la cual 0.69 km² corresponden a tierra firme y (0%) 0 km² es agua.

## Demografía
Según el censo de 2010, había 470 personas residiendo en Ipava. La densidad de población era de 677,12 hab./km². De los 470 habitantes, Ipava estaba compuesto por el 98.3% blancos, el 0.21% eran afroamericanos, el 0% eran amerindios, el 0.43% eran asiáticos, el 0% eran isleños del Pacífico, el 0.21% eran de otras razas y el 0.85% pertenecían a dos o más razas. Del total de la población el 0.43% eran hispanos o latinos de cualquier raza.